# Yushin Okami
Yushin Okami (japanska: 岡見勇信?, Okami Yūshin), född 21 juli 1981 i Fujisawa, är en japansk MMA-utövare som 2006–2013 och sedan 2017 tävlar i organisationen Ultimate Fighting Championship.
Den 27 augusti 2011 möttes Okami och Anderson Silva i en titelmatch i mellanvikt på UFC 134. Silva vann matchen via TKO i den andra ronden.